# Amélie Cazé
Amélie Cazé (Noyon, 18 de fevereiro de 1985) é uma pentatleta francesa, campeã mundial de pentatlo moderno em 2007, 2008 e 2010.
Participou de três Jogos Olímpicos, Atenas 2004, Pequim 2008 e Londres 2012, sem entretanto conseguir medalhas. Sua mais frustante participação olímpica se deu em Pequim, quando favorita ao ouro sendo a bicampeã mundial da modalidade, conseguiu apenas um nono lugar. Seus melhores momentos na carreira foram nos mundiais de Berlim 2007, Budapeste 2008 e Chengdu 2010, quando conquistou três medalhas de ouro e o título mundial. Também foi bicampeã europeia em 2009 e 2010.